# دنی کمپل (بازیکن فوتبال، زاده ۱۹۴۴)
دنی کمپل (انگلیسی: Danny Campbell; ۳ فوریهٔ ۱۹۴۴ – ۱۶ اوت ۲۰۲۰) بازیکن فوتبال اهل بریتانیا بود.
از باشگاه‌هایی که در آن بازی کرده‌است می‌توان به باشگاه فوتبال وست برومویچ آلبیون اشاره کرد.